# Засулля (Роменський район)
Засу́лля — село в Україні, у Роменському районі Сумської області. Населення становить 735 осіб. Входить до складу Недригайлівської селищної громади.

## Географія
Село Засулля знаходиться на правому березі річки Сула, вище за течією на відстані 1 км розташоване село Цибуленки, нижче за течією на відстані 1,5 км розташоване село Бродок, на протилежному березі — селище Недригайлів. Через село проходить автомобільна дорога Т 1904.

## Історія
Село Засулля засновано в кінці XVIII століття.
За даними на 1864 рік на власницькому хуторі Засулля (Штепина Гребля, Сульські хутори) Лебединського повіту Харківської губернії мешкало 750 осіб (363 чоловічої статі та 387 — жіночої), налічувалось 48 дворових господарств.
Станом на 1914 рік кількість мешканців передмістя Недригайлівської волості зросла до 1471 особи.
До 2020 року орган місцевого самоврядування — Засульська сільська рада.
12 червня 2020 року, відповідно до розпорядження Кабінету Міністрів України № 723-р «Про визначення адміністративних центрів та затвердження територій територіальних громад Сумської області», село увійшло до складу Недригайлівської селищної громади.
19 липня 2020 року, в результаті адміністративно-територіальної реформи та ліквідації Недригайлівського району, село увійшло до складу новоутвореного  Роменського району.

## Населення

### Мова
Розподіл населення за рідною мовою за даними перепису 2001 року:
| Мова            | Кількість | Відсоток |
| --------------- | --------- | -------- |
| українська      | 724       | 98.50%   |
| російська       | 7         | 0.95%    |
| білоруська      | 1         | 0.14%    |
| інші/не вказали | 3         | 0.41%    |
| Усього          | 735       | 100%     |

## Відомі люди
- Раковський Михайло Павлович — український художник.